# Edward Hodges
Edward Hodges (* 20. Juli 1796 in Bristol; † 1. September 1867 in Clifton (Bristol)) war ein US-amerikanischer Komponist und Organist englischer Abstammung.
Hodges war seit 1819 Organist in Bristol. Ab 1825 studierte er in Cambridge. 1838 wurde er Organist an der Kathedrale von Toronto, 1839 an der St. John’s Chapel in New York City. Von 1846 bis 1858 war er Organist der Trinity Church. 1863 kehrte er nach England zurück. Er komponierte Sakralwerke, darunter eine Begräbnismusik, eine Vertonung des 122. Psalms, zwei Anthems und mehrere Services.
Von seinen Kindern wurden Faustina Hasse Hodges, die auch als Herausgeberin seiner Werke fungierte und eine Biografie über ihn verfasste, und Johann Sebastian Bach Hodges als Komponisten bekannt.

## Quelle
- Alfred Baumgartner: Propyläen Welt der Musik. Die Komponisten, Bd. 3. Propyläen-Verlag, Berlin 1989, ISBN 3-549-07833-1, S. 108–109.